# Готье IV д’Энгиен
Готье (Вальтер) (VII как граф Бриен, и IV как герцог Афин) Энгиенский (ок. 1360 — 18 июля 1381) — титулярный герцог Афин, граф Бриенн и сеньор Энгиен в 1364—1381 годах.

## Биография
Вальтер был единственным законным сыном Сойе Энгиенского и его жены Жанны де Конде. Граф Фландрии Людовик I назначил его маршалом войск, и Вальтер успешно воевал против горожан Гента, поднявших мятеж против графа. В 1381 город Герардсберген, принявший в этой войне сторону Гента, был осажден солдатами Вальтера Энгиенского. Жители города сбросили с городских стен немного еды, чтобы показать противнику, что в городе достаточно провианта, и он может выдерживать осаду долгое время. Эта бравада так рассердила Вальтера, что когда город был взят 7 июля, он был сожжен и разрушен до основания, а многие жители были убиты.
Жители Гента и Герардсбергена отомстили маршалу — в том же году они устроили засаду, куда угодил отряд Вальтера. Маршал и его единокровный брат Жерар, бастард Энгиенский были изрублены в жарком сражении.